# Cymbospondylus
Cymbospondylus (uma palavra grega que significa "espinha de barco") foi um ictiossauro do início do basal que viveu entre os anos intermediários e posteriores do período Triássico (240-210 milhões de anos atrás). Anteriormente, o gênero era classificado como um shastassaurídeo, no entanto, trabalhos mais recentes o consideram mais basal.

## Descoberta
Os fósseis foram encontrados nos alpes do sul da Bacia Germânica e em Nevada, e a primeira espécie foi nomeada por Joseph Leidy em 1868. Não foi até o início de 1900 que os primeiros esqueletos completos foram descobertos.
C. youngorum foi escavado de uma unidade de rocha chamada Fossil Hill Member nas Montanhas Augusta de Nevada, o crânio bem preservado, junto com parte da espinha dorsal, ombro e forefina, datam do Triássico Médio (247,2-237 milhões de anos atrás), representando o caso mais antigo de um ictiossauro atingindo proporções épicas.
Até o momento, as espécies válidas são as espécies-tipo C. piscosus, C. buchseri, C. nichollsi, C. duelferi e C. youngorum. Outras espécies são declaradas como sinônimos (C. grandis é sinônimo de C. piscosus) ou como duvidosamente válidas.